# Vale da Mula
Vale da Mula es una freguesia portuguesa del concelho de Almeida, con 15,37 km² de superficie y 237 habitantes (2001). Su densidad de población es de 15,4 hab/km².